# Championnat de Sierra Leone de football 2014
Navigation
Édition précédente Édition suivante
La saison 2014 du Championnat de Sierra Leone de football est la trente-cinquième édition de la Premier League, le championnat national de première division en Sierra Leone. Les quatorze équipes se rencontrent deux fois au cours de la saison, en matchs aller-retour. À la fin du championnat, les deux derniers du classement sont relégués et remplacés par les deux meilleures formations du championnat de deuxième division.
Le championnat est suspendu durant le mois de juillet à la suite de l'épidémie du virus Ebola en Afrique de l'Ouest. Il est par la suite abandonné.
East End Lions FC, en tête du classement au moment de l'interruption de la compétition, est déclaré champion.
Il n'y a ni promotion, ni relégation.

## Participants
- Bo Rangers FC
- East End Lions FC
- Mighty Blackpool FC
- Kallon Football Club
- Kamboi Eagles FC
- Gem Stars FC
- Ports Authority FC
- Central Parade FC
- Diamond Stars
- Freetown City FC
- FC Johansen
- Old Edwardians FC
- RSLAF FC
- Anti Drugs Strikers

## Compétition
Le classement est établi sur le barème de points suivant : victoire à 3 points, match nul à 1, défaite à 0.
| Rang | Équipe               | Pts | J  | G | N  | P | Bp | Bc | Diff |
| ---- | -------------------- | --- | -- | - | -- | - | -- | -- | ---- |
| 1    | East End Lions FC    | 29  | 13 | 9 | 2  | 2 | 19 | 8  | +11  |
| 2    | Gem Stars FC         | 21  | 13 | 6 | 3  | 4 | 13 | 8  | +5   |
| 3    | Ports Authority FC   | 20  | 13 | 6 | 2  | 5 | 15 | 15 | 0    |
| 4    | Mighty Blackpool FC  | 18  | 13 | 4 | 6  | 3 | 9  | 6  | +3   |
| 5    | Kallon Football Club | 18  | 13 | 4 | 6  | 3 | 15 | 13 | +2   |
| 6    | Diamond StarsT       | 18  | 13 | 4 | 6  | 3 | 14 | 12 | +2   |
| 7    | Old Edwardians FC    | 18  | 13 | 5 | 3  | 5 | 12 | 11 | +1   |
| 8    | FC Johansen          | 17  | 13 | 4 | 5  | 4 | 10 | 10 | 0    |
| 9    | RSLAF                | 16  | 13 | 4 | 4  | 5 | 15 | 15 | 0    |
| 10   | Anti Drugs Strikers  | 16  | 13 | 4 | 4  | 5 | 12 | 15 | -3   |
| 11   | Freetown City FC     | 15  | 13 | 3 | 6  | 4 | 10 | 12 | -2   |
| 12   | Bo Rangers FC        | 14  | 13 | 4 | 2  | 7 | 6  | 13 | -7   |
| 13   | Central Parade       | 12  | 13 | 3 | 3  | 7 | 11 | 17 | -6   |
| 14   | Kamboi EaglesC       | 10  | 13 | 0 | 10 | 3 | 7  | 13 | -6   |

|  | Qualification pour la Ligue des champions de la CAF 2015      |
|  | Qualification pour la Coupe de la confédération 2015          |
|  | T : Tenant du titre C : Vainqueur de la Coupe de Sierra Leone |

- Il n'y a finalement ni promotion, ni relégation en fin de saison.

## Bilan de la saison
| Championnat de Sierra Leone de football 2014 |                               |
| Champion                                     | East End Lions FC (11e titre) |
| Coupes et trophées                           |                               |
| Vainqueur de la Coupe de Sierra Leone 2014   | Kamboi Eagles                 |
| Qualifications continentales                 |                               |
| Ligue des champions de la CAF 2015           | East End Lions FC             |
| Coupe de la confédération 2015               | Kamboi Eagles                 |
| Promotions et relégations                    |                               |
| Promus en Première division                  | Aucun                         |
| Relégués en Deuxième division                | Aucun                         |